# Мадсен, Хёгни
Хёгни Ма́дсен (фар. Høgni Madsen; род. 4 февраля 1985 года в Фуглафьёрдуре, Фарерские острова) — фарерский футболист, полузащитник. Бывший член национальной сборной Фарерских островов. Обладатель редкого достижения: на протяжении карьеры он 5 раз возвращался в свой родной клуб «ИФ».

## Клубная карьера
Хёгни является воспитанником «ИФ» из родного Фуглафьёрдура. Его дебют за «красно-белых» состоялся 11 мая 2002 года в матче первого дивизиона против клуба «ЛИФ». После 4 сыгранных игр он перебрался в стан «ГИ», выступавшего в фарерской премьер-лиге. Свой первый матч на этом турнире Хёгни провёл 1 сентября 2002 года, это была встреча против «ТБ». Всего за три неполных сезона в «ГИ» Хёгни принял участие в 19 матчах фарерского первенства. В 2003 году полузащитник провёл свою первую игру в еврокубках: это был матч кубка Интертото против кишинёвской «Дачии», прошедший 21 июня. Летом 2004 года состоялось его первое возвращение в родной «ИФ». В составе «красно-белых» он сыграл 8 игр финальной части сезона-2004, а также 2 стыковых матча против «Б71», внеся свой вклад в сохранение места в высшем дивизионе за клубом из Фуглафьёрдура.
В 2005 году Хёгни стал игроком «КИ» из Клаксвуйка. Он был твёрдым игроком основы этого клуба на протяжении трёх сезонов, приняв участие в 69 матчах чемпионата. В составе «КИ» Хёгни забил свой первый мяч в фарерском чемпионате: это была встреча против «Б68», состоявшаяся 11 июня 2006 года. В 2008 году он во второй раз вернулся в «ИФ», сыграв в 25 матчах фарерского первенства и отметившись 2 забитыми голами. В первой половине сезона-2009 Хёгни отыграл 13 игр за «НСИ» из Рунавуйка, а во второй он вернулся в «КИ» и принял участие в 8 играх чемпионата. По его итогам коллектив из Клаксвуйка покинул премьер-лигу, но Хёгни не покинул команду. В 2010 году он сыграл в 14 матчах первого дивизиона и забил 2 гола, а «КИ» заработал повышение, заняв там 2-е место. В сезоне-2011 полузащитник был одним из лидеров «сине-белых», отыграв 26 игр чемпионата и отметившись 3 забитыми мячами.

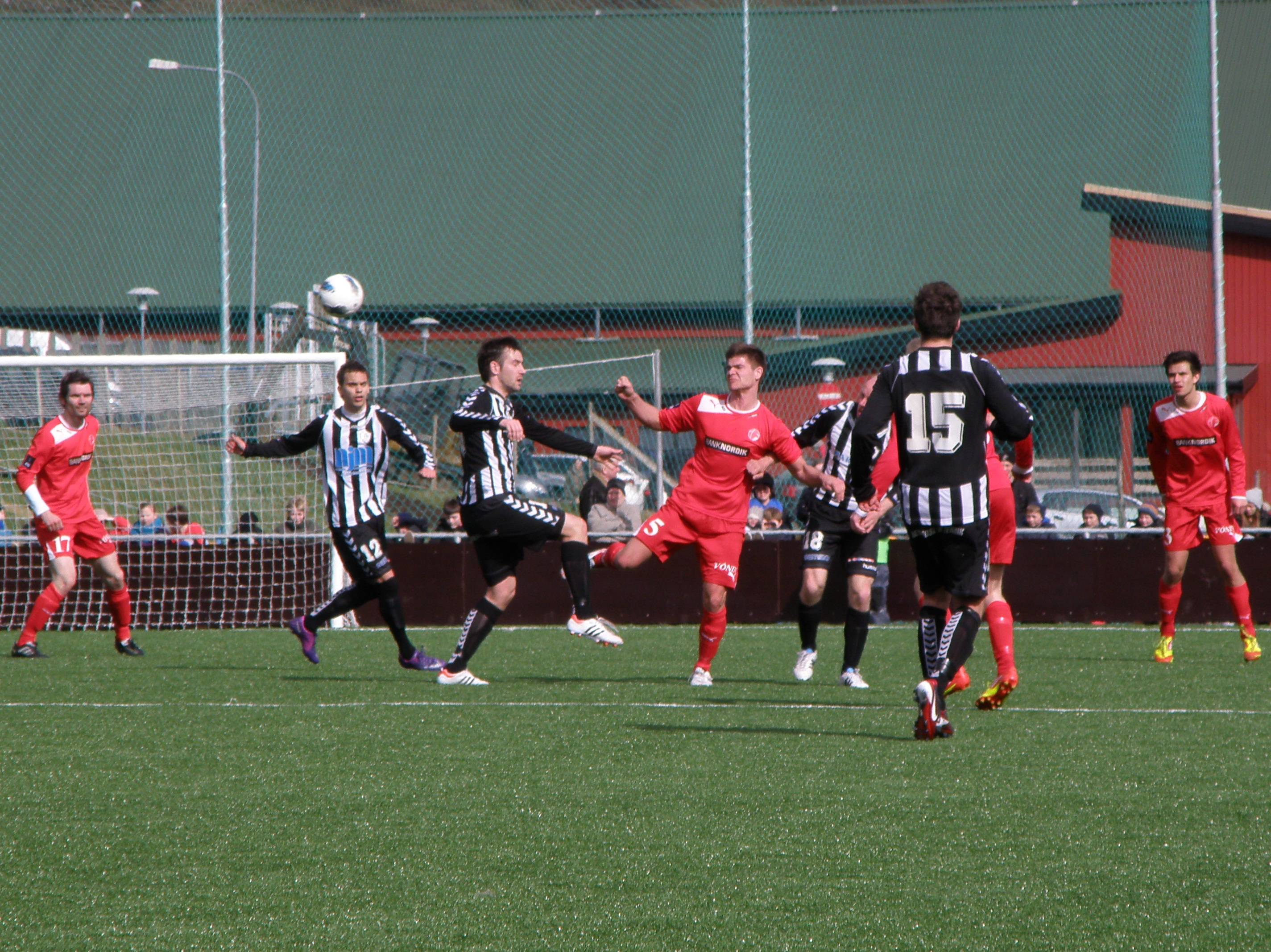
Полузащитник «ИФ» Хёгни Мадсен (в центре) в матче против «ТБ».

В 2012 году Хёгни в третий раз вернулся в «ИФ». Это был лучший сезон в карьере полузащитника: в 25 матчах фарерского первенства он забил 2 гола и внёс серьёзный вклад в вице-чемпионство коллектива из Фуглафьёрдура, по итогам сезона его включили в команду года. В ноябре он перешёл в мальтийский «Пьета Хотспурс», но сыграл только 1 кубковый матч против «Рабат Аякса» и покинул клуб уже в декабре, в четвёртый раз вернувшись в «ИФ». В 2013 году он забил 3 гола в 23 матчах за «красно-белых» и в конце сезона снова покинул родную команду. Его новым клубом стал «ЭБ/Стреймур», за который Хёгни принял участие в 18 матчах сезона-2014.
5 сентября 2014 года он перебрался в датский «Яммербугт». За 5 месяцев Хёгни провёл 7 встреч во втором дивизионе Дании за эту команду. В матче кубка Дании с «Брёнсхёем» он находился в запасе. Несмотря на то, что полузащитник так и не вышел на поле, на 82-й минуте встречи его наказали жёлтой карточкой за споры с арбитром. В феврале 2015 года Хёгни расторг контракт с датским клубом и вернулся на Фарерские острова, став игроком «Сувуроя». Он принял участие в 22 матчах сезона и отметился 3 мячами, причём все эти голы полузащитник забил в матче против клуба «ЭБ/Стреймур»: это был его первый хет-трик в карьере. Сезон-2016 Хёгни начал игроком столичного «Б36», отыграв 10 матчей фарерского первенства. Летом он вернулся в рунавуйкский «НСИ», за который провёл всего 3 встречи чемпионата: остаток сезона игрок пропустил из-за травмы.
В 2017 году Хёгни предпринял свою третью попытку построить карьеру за пределами Фарерских островов, подписав контракт с исландским клубом «Фрам», выступавшем в первом дивизионе. Первый матч во второй по значимости исландской лиге он провёл 5 мая 2017 года, это была встреча против «Коупавогюра». Всего Хёгни отыграл за «Фрам» 16 игр турнира и отметился 1 забитым голом (в матче с «Тоуром»). Сезон-2018 полузащитник провёл в клубе «Троттур», приняв участие в 20 встречах второго дивизиона страны. По окончании сезона он принял решение покинуть Исландию и вернуться на Фарерские острова.
В 2019 году состоялось пятое возвращение Хёгни в родной «ИФ». Полузащитник провёл 23 матча в фарерской премьер-лиге и забил 1 гол. Игра ветерана не помогла коллективу из Фуглафьёрдура избежать последнего места в чемпионате: клуб остался в премьер-лиге только благодаря очень удачным выступлениям дублирующих составов в первом дивизионе. В 2020 году Хёгни перешёл в тофтирский «Б68» и сыграл в 13 играх первого дивизиона. Он также принял участие в стыковом матче против «АБ», отыграв все 120 минут. По итогам этой встречи его клуб вернулся в высший фарерский дивизион.

## Международная карьера
В 2003 году Хёгни представлял Фарерские острова на юношеском уровне, приняв участие в 3 матчах за сборную до 19 лет. Через 5 лет Хёгни был приглашён во взрослую национальную сборную Фарерских островов. Он дебютировал за неё 4 июня 2008 года в товарищеском матче против сборной Эстонии. В том же году Хёгни отыграл встречу против сборной Португалии, а в 2013 году полузащитник принял участие в неофициальном матче со сборной Таиланда.

## Клубная статистика
| Выступление      | Выступление      | Выступление      | Лига | Лига | Кубки | Кубки | Еврокубки | Еврокубки | Прочие | Прочие | Итого | Итого |
| Клуб             | Лига             | Сезон            | Игры | Голы | Игры  | Голы  | Игры      | Голы      | Игры   | Голы   | Игры  | Голы  |
| ---------------- | ---------------- | ---------------- | ---- | ---- | ----- | ----- | --------- | --------- | ------ | ------ | ----- | ----- |
| ИФ Фуглафьёрдур  | Первый дивизион  | 2002             | 4    | 0    | 0     | 0     | 0         | 0         | 0      | 0      | 4     | 0     |
| ИФ Фуглафьёрдур  | Итого            | Итого            | 4    | 0    | 0     | 0     | 0         | 0         | 0      | 0      | 4     | 0     |
| ГИ Гёта          | Премьер-лига     | 2002             | 1    | 0    | 0     | 0     | 0         | 0         | 0      | 0      | 1     | 0     |
| ГИ Гёта          | Премьер-лига     | 2003             | 15   | 0    | 7     | 0     | 1         | 0         | 0      | 0      | 23    | 0     |
| ГИ Гёта          | Премьер-лига     | 2004             | 3    | 0    | 5     | 0     | 0         | 0         | 0      | 0      | 8     | 0     |
| ГИ Гёта          | Итого            | Итого            | 19   | 0    | 12    | 0     | 1         | 0         | 0      | 0      | 32    | 0     |
| ИФ Фуглафьёрдур  | Премьер-лига     | 2004             | 8    | 0    | 0     | 0     | 0         | 0         | 2      | 0      | 10    | 0     |
| ИФ Фуглафьёрдур  | Итого            | Итого            | 8    | 0    | 0     | 0     | 0         | 0         | 2      | 0      | 10    | 0     |
| КИ Клаксвик      | Премьер-лига     | 2005             | 24   | 0    | 1     | 0     | 0         | 0         | 0      | 0      | 25    | 0     |
| КИ Клаксвик      | Премьер-лига     | 2006             | 23   | 1    | 4     | 0     | 0         | 0         | 0      | 0      | 27    | 1     |
| КИ Клаксвик      | Премьер-лига     | 2007             | 22   | 0    | 1     | 0     | 2         | 0         | 0      | 0      | 25    | 0     |
| КИ Клаксвик      | Итого            | Итого            | 69   | 1    | 6     | 0     | 2         | 0         | 0      | 0      | 77    | 1     |
| ИФ Фуглафьёрдур  | Премьер-лига     | 2008             | 24   | 2    | 1     | 0     | 0         | 0         | 0      | 0      | 25    | 2     |
| ИФ Фуглафьёрдур  | Итого            | Итого            | 24   | 2    | 1     | 0     | 0         | 0         | 0      | 0      | 25    | 2     |
| НСИ Рунавик      | Премьер-лига     | 2009             | 13   | 0    | 1     | 0     | 1         | 0         | 0      | 0      | 15    | 0     |
| НСИ Рунавик      | Итого            | Итого            | 13   | 0    | 1     | 0     | 1         | 0         | 0      | 0      | 15    | 0     |
| КИ Клаксвик      | Премьер-лига     | 2009             | 8    | 0    | 0     | 0     | 0         | 0         | 0      | 0      | 8     | 0     |
| КИ Клаксвик      | Первый дивизион  | 2010             | 14   | 2    | 0     | 0     | 0         | 0         | 0      | 0      | 14    | 2     |
| КИ Клаксвик      | Премьер-лига     | 2011             | 26   | 3    | 2     | 1     | 0         | 0         | 0      | 0      | 28    | 4     |
| КИ Клаксвик      | Итого            | Итого            | 48   | 5    | 2     | 1     | 0         | 0         | 0      | 0      | 50    | 6     |
| ИФ Фуглафьёрдур  | Премьер-лига     | 2012             | 25   | 2    | 0     | 0     | 0         | 0         | 0      | 0      | 25    | 2     |
| ИФ Фуглафьёрдур  | Итого            | Итого            | 25   | 2    | 0     | 0     | 0         | 0         | 0      | 0      | 25    | 2     |
| Пьета Хотспурс   | Первый дивизион  | 2012/13          | 0    | 0    | 1     | 0     | 0         | 0         | 0      | 0      | 1     | 0     |
| Пьета Хотспурс   | Итого            | Итого            | 0    | 0    | 1     | 0     | 0         | 0         | 0      | 0      | 1     | 0     |
| ИФ Фуглафьёрдур  | Премьер-лига     | 2013             | 23   | 3    | 2     | 0     | 2         | 0         | 0      | 0      | 27    | 3     |
| ИФ Фуглафьёрдур  | Итого            | Итого            | 23   | 3    | 2     | 0     | 2         | 0         | 0      | 0      | 27    | 3     |
| ЭБ/Стреймур      | Премьер-лига     | 2014             | 18   | 0    | 3     | 0     | 0         | 0         | 0      | 0      | 21    | 0     |
| ЭБ/Стреймур      | Итого            | Итого            | 18   | 0    | 3     | 0     | 0         | 0         | 0      | 0      | 21    | 0     |
| Яммербугт        | Второй дивизион  | 2014/15          | 7    | 0    | 0     | 0     | 0         | 0         | 0      | 0      | 7     | 0     |
| Яммербугт        | Итого            | Итого            | 7    | 0    | 0     | 0     | 0         | 0         | 0      | 0      | 7     | 0     |
| Сувурой          | Премьер-лига     | 2015             | 22   | 3    | 1     | 0     | 0         | 0         | 0      | 0      | 23    | 3     |
| Сувурой          | Итого            | Итого            | 22   | 3    | 1     | 0     | 0         | 0         | 0      | 0      | 23    | 3     |
| Б36              | Премьер-лига     | 2016             | 10   | 0    | 2     | 0     | 0         | 0         | 0      | 0      | 12    | 0     |
| Б36              | Итого            | Итого            | 10   | 0    | 2     | 0     | 0         | 0         | 0      | 0      | 12    | 0     |
| НСИ Рунавик      | Премьер-лига     | 2016             | 3    | 0    | 1     | 0     | 2         | 0         | 0      | 0      | 6     | 0     |
| НСИ Рунавик      | Итого            | Итого            | 3    | 0    | 1     | 0     | 2         | 0         | 0      | 0      | 6     | 0     |
| Фрам             | Первый дивизион  | 2017             | 16   | 1    | 5     | 0     | 0         | 0         | 0      | 0      | 21    | 1     |
| Фрам             | Итого            | Итого            | 16   | 1    | 5     | 0     | 0         | 0         | 0      | 0      | 21    | 1     |
| Троттур          | Второй дивизион  | 2018             | 20   | 0    | 0     | 0     | 0         | 0         | 0      | 0      | 20    | 0     |
| Троттур          | Итого            | Итого            | 20   | 0    | 0     | 0     | 0         | 0         | 0      | 0      | 20    | 0     |
| ИФ Фуглафьёрдур  | Премьер-лига     | 2019             | 23   | 1    | 1     | 0     | 0         | 0         | 0      | 0      | 24    | 1     |
| ИФ Фуглафьёрдур  | Итого            | Итого            | 23   | 1    | 1     | 0     | 0         | 0         | 0      | 0      | 24    | 1     |
| Б68              | Первый дивизион  | 2020             | 13   | 0    | 0     | 0     | 0         | 0         | 1      | 0      | 14    | 0     |
| Б68              | Премьер-лига     | 2021             | 1    | 0    | 0     | 0     | 0         | 0         | 0      | 0      | 1     | 0     |
| Б68              | Итого            | Итого            | 14   | 0    | 0     | 0     | 0         | 0         | 1      | 0      | 15    | 0     |
| Всего за карьеру | Всего за карьеру | Всего за карьеру | 366  | 18   | 37    | 1     | 8         | 0         | 3      | 0      | 414   | 19    |

## Международная статистика
| Матчи и голы Хёгни Мадсена за национальную сборную Фарерских островов | Матчи и голы Хёгни Мадсена за национальную сборную Фарерских островов | Матчи и голы Хёгни Мадсена за национальную сборную Фарерских островов | Матчи и голы Хёгни Мадсена за национальную сборную Фарерских островов | Матчи и голы Хёгни Мадсена за национальную сборную Фарерских островов | Матчи и голы Хёгни Мадсена за национальную сборную Фарерских островов |
| №                                                                     | Дата                                                                  | Оппонент                                                              | Счёт                                                                  | Голы                                                                  | Соревнование                                                          |
| --------------------------------------------------------------------- | --------------------------------------------------------------------- | --------------------------------------------------------------------- | --------------------------------------------------------------------- | --------------------------------------------------------------------- | --------------------------------------------------------------------- |
| 1                                                                     | 4 июня 2008                                                           | Эстония                                                               | 3:4                                                                   |                                                                       | Товарищеский матч                                                     |
| 2                                                                     | 20 августа 2008                                                       | Португалия                                                            | 0:5                                                                   |                                                                       | Товарищеский матч                                                     |

Итого: 2 матча и 0 голов; 0 побед, 0 ничьих, 2 поражения.

## Достижения

### Личные
- Член команды года фарерской премьер-лиги (1): 2012[5]